# Iván Rodríguez Ramallo
Iván Rodríguez Ramallo (* 7 de abril de 1978 en Los Realejos, Tenerife, Canarias) es un atleta español que fue integrante del equipo que ostenta el récord de España de 4 × 400 m, con una marca de 3:01.42, realizada en el año 2001. Actualmente está retirado, y vive en Barcelona donde ejerce su trabajo de relaciones públicas.

## Palmarés
- Plusmarquista de España de 4 × 400 m al aire libre (3:01.42 en 2001)
- Plusmarquista de Canarias de 400 m.v. (49"27 en 2002)
- Plusmarquista de Canarias de 400 m (46"19 en 2003)
- Campeón de España absoluto de 400 m.v. (2000)
- Campeón de España absoluto de 400 m.v. (2001)
- Campeón de España absoluto de 400 m.v. (2002)
- Campeón de España absoluto de 400 m.v. (2003)
- Campeón de España absoluto de 400 m.v. (2004)
- Campeón de España absoluto de 400 m.v. (2005)
- Campeón de España absoluto de 400 m.v. (2006)
- Campeón de España promesa de 400 m.v. (2000)

## Progresión
- 1995 (17) CEAT 56.03
- 1996 (18) CAPCR 54.35
- 1997 (19) CAPCR 53.7
- 1998 (20) CAPCR 51.49
- 1999 (21) CAPCR 50.67
- 2000 (22) CAPCR 49.98
- 2001 (23) CAPCR 49.46
- 2002 (24) CAPCR 49.27
- 2003 (25) CAPCR 49.37
- 2004 (26) CAPCR 49.08
- 2005 (27) CAPCR 49.97
- 2006 (28) CAPCR 49.83
- 2007 (29) Tenerife - Lesionado
- 2008 (30) Tenerife - Lesionado

## Resultados en competiciones internacionales
Juegos Olímpicos
- Sídney (2000)  -  4 × 400 m (5e1/3:06.87)
- Atenas (2004)  -  400 m v. (6s2/49.77); 4 × 400 m (7e2/3:05.03)

Campeonatos del Mundo
- Edmonton (2001) -  400 m.v. (8s1/49.92); 4 × 400 m (7o/3:02.24)
- París (2003)  -  400 m v. (7s3/50.06); 4 × 400 m (5o/3:02.50)
- Helsinki (2005)  -  400 m v. (7s1/49.97)

Campeonatos de Europa
- Múnich (2002)  -  400 m v. (5e3/50.26)
- Gotemburgo (2006)  -  400 m v. (7e2/51.24)

## Enlaces
- Ficha en la RFEA en Wayback Machine  (archivado el 20 de marzo de 2022).
- El contenido de este artículo incorpora material de una entrada de Enciclopedia Guanche, publicada en castellano bajo la licencia CC-BY-SA 4.0.

- Datos: Q16217583
- Multimedia: Iván Rodríguez Ramallo / Q16217583